# Dieter Brüggemann
Heinz-Dieter Brüggemann (* 15. November 1953 in Hemer) ist ein ehemaliger deutscher Eishockeyspieler, der 15 Saisons für den EC Deilinghofen / ECD Iserlohn / ECD Sauerland spielte. Er ist mit 588 Spielen Rekordspieler des ECD und wird im sauerländischen Eishockey nur von Collin Danielsmeier mit 684 Spielen übertroffen. Brüggemann erzielte dabei 294 Tore und führte seine Mannschaft 1977 zum Aufstieg in die Bundesliga. Nach seiner Spielerkarriere war er über zehn Jahre als Nachwuchstrainer in Iserlohn aktiv.
Aufgrund seiner Leistungen und Verdienste um das Eishockey in Hemer und Iserlohn fand am 12. September 2014 eine Ehrung durch die Iserlohn Roosters statt. Hierbei wurden Brüggemanns Rückennummer 21 und die Rückennummer 5 des langjährigen ECD-Spielers und Gründungsmitglieds Jörg Schauhoff gesperrt und Trikotbanner zu ihren Ehren unter das Hallendach der Eissporthalle Iserlohn gezogen. Diese Zeremonie war die erste in der Geschichte des EC Deilinghofen bzw. der Iserlohn Roosters.

## Familie
Dieter Brüggemanns Sohn ist der ehemalige Eishockeyspieler Lars Brüggemann, der ebenfalls im Nachwuchsbereich des ECD mit dem Eishockeyspielen begann. Lars Brüggemann spielte in der Deutschen Eishockey Liga auch für die Iserlohn Roosters und war in dieser Zeit Kapitän. Seit dem Ende seiner Spielerkarriere ist Lars Brüggemann als Profischiedsrichter in der DEL und internationalen Turnieren aktiv.

## Karriere
Brüggemann lernte das Eishockeyspielen im Nachwuchsbereich des EC Deilinghofen. Ab 1971 gehörte er zur Seniorenmannschaft des ECD und etablierte sich schnell als wichtiger Spieler der Offensive. In der Saison 1976/77 war er maßgeblich am erstmaligen Aufstieg des ECD in die Bundesliga beteiligt. In der Spielzeit 1979/80 wurde Brüggemann bester Torschütze seiner Mannschaft, konnte aber den Abstieg in die 2. Bundesliga nicht verhindern. Im nächsten Jahr war er mit 52 Toren erneut bester Torschütze und mit 81 Scorerpunkten erstmals Topscorer des ECD. Während der Saison 1984/85 wechselte Brüggemann vom mittlerweile wieder erstklassigen ECD zum Duisburger SC in die 2. Bundesliga. Weitere Stationen waren der ESV Schalker Haie, ESC Ahaus und ERC Westfalen Dortmund. Zur Saison 1989/90 kehrte Brüggemann für ein Jahr nach Iserlohn zurück. Anschließend spielte er für den ESC Ahaus, EHC Unna und ERC Westfalen Dortmund.
Nach Beendigung seiner Karriere als Spieler wurde Brüggemann zur Saison 1994/95 für ein Jahr Trainer des ASV Hamm in der zweiten Spielklasse 1. Liga Nord. Zur Saison 1996/97 übernahm er den mittlerweile abgestiegenen Verein erneut und schaffte den direkten Wiederaufstieg. Nach der Spielzeit 1997/98 wurde der ASV Hamm infolge einer Insolvenz aufgelöst. Anschließend war Brüggemann in der Traditionsmannschaft des ECD und über zehn Jahre als Trainer im Nachwuchsbereich der Iserlohn Roosters aktiv. Im Mai 2016 gab die Soester EG bekannt, dass Brüggemann in der kommenden Regionalliga-Saison als Cheftrainer der SEG an der Bande stehen wird.

## Erfolge und Auszeichnungen
- 1977 Aufstieg in die Bundesliga mit dem EC Deilinghofen
- 1982 Aufstieg in die Bundesliga mit dem ECD Iserlohn
- 1986 Aufstieg in die 2. Bundesliga mit dem ESV Schalker Haie
- 1993 Aufstieg in die Oberliga mit dem ERC Westfalen Dortmund

## Karrierestatistik
(Legende zur Spielerstatistik: Sp oder GP = absolvierte Spiele; T oder G = erzielte Tore; V oder A = erzielte Assists; Pkt oder Pts = erzielte Scorerpunkte; SM oder PIM = erhaltene Strafminuten; +/− = Plus/Minus-Bilanz; PP = erzielte Überzahltore; SH = erzielte Unterzahltore; GW = erzielte Siegtore; 1 Play-downs/Relegation; Kursiv: Statistik nicht vollständig)